# ポインティング・スティック

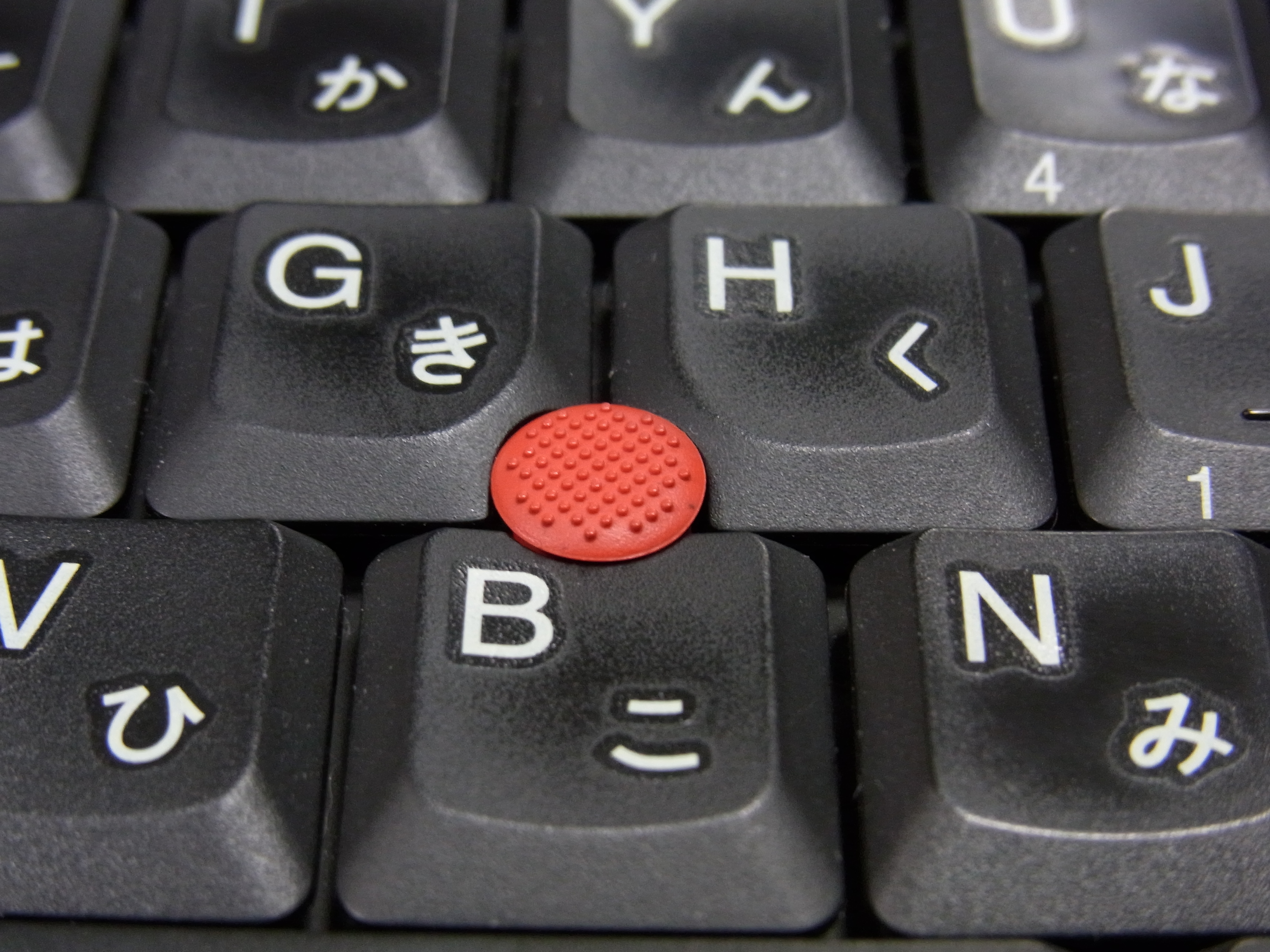
キーボード中央に配置されたポインティング・スティック

ポインティング・スティック（英語: pointing stick）は、コンピュータ用のポインティングデバイスの一種で、主にノートパソコンに採用されている。IBM社の技術者が1990年に発明し、後にレノボがその特許を承継した「トラックポイント(英語: TrackPoint)」の商標で一般的には知られるが、同社の特許および商標を回避しながら各社から類似するデバイスがリリースされており、それらを総称する形で本項では「ポインティング・スティック」の名称で説明する（なおIBM社の特許は1997年に出願され、2017年に満了している）。

## 概要
この入力デバイスは1990年 にIBMの研究者テッド・セルカー（Ted Selker 正式には Edwin J. Selkar）により発案され、後にThinkPad の生産を行うことになる日本IBM大和事業所へみずから実用化をもちかけたのが起源とされる。セルカーはキーボードのホームポジションから手を離すことなくポインティングを行う装置として、このデバイスを発明した。そこで、デスクトップPC用キーボードの中央にこの装置を埋め込んだ試作品を各地のIBM事業所に持ち込み、デスクトップPC用のデバイスとして売り込んでいた。後にノートPC用の省スペースなポインティングデバイスとして一躍注目されるところとなった。そして日本の技術者の協力を得て、1992年10月公式発表の ThinkPad 700C で初の搭載機が誕生した。同社は、既に別の入力機器名として利用していた「TrackPoint (トラックポイント)」の商標を用い、トラックポイントIIとしてその機能を発表し、また基本米国特許はセルカー、ジョセフ・ラトレッジ(Joseph D. Rutledge)両名義で取得されている。
この特許を回避する意匠を凝らした製品も登場しており、狭義にはIBM特許の製品のみを指す名称になる。そのため商標名を避けて特定することが難しい。採用各社は独自の命名を行っており、たとえば Synaptics 社の商標 "TouchStyk" をはじめいずれにも共通な単語が一つもないため、以下便宜上、製品化以前の論文で使用されていた機能名称の「ポインティング・スティック」を用いる。
なお「ポインティングデバイス」は当初よりマウスやタッチパッド等を含めた総称であり、ポインティング・スティックと同義語では無い。
物理的外観は、短い棒状のボタンである。キーボード（一部機種ではパームレスト）の中央部分に設置されたこの「点」に指先で入力指示を与えることで、画面上のマウスポインタを操作する。設置面積が小さく、モバイルに特化して筐体を小型化した UMPC など、タッチパッドの搭載困難な機種にも適している。
IBMおよびIBMのPC事業を引き継いだレノボによってデスクトップPC向け搭載製品も継続販売されており、2010年には低価格製品も投入されている。2013年には、Bluetooth接続の製品も投入され、デスクトップPCだけでなく、スマートフォンやタブレット端末などとの組み合わせの可能性も生まれた。ただしレノボとしてはAndroidやiOSでの動作を保証しておらず、全機能が期待どおりに使えるとは限らない。

## 種類

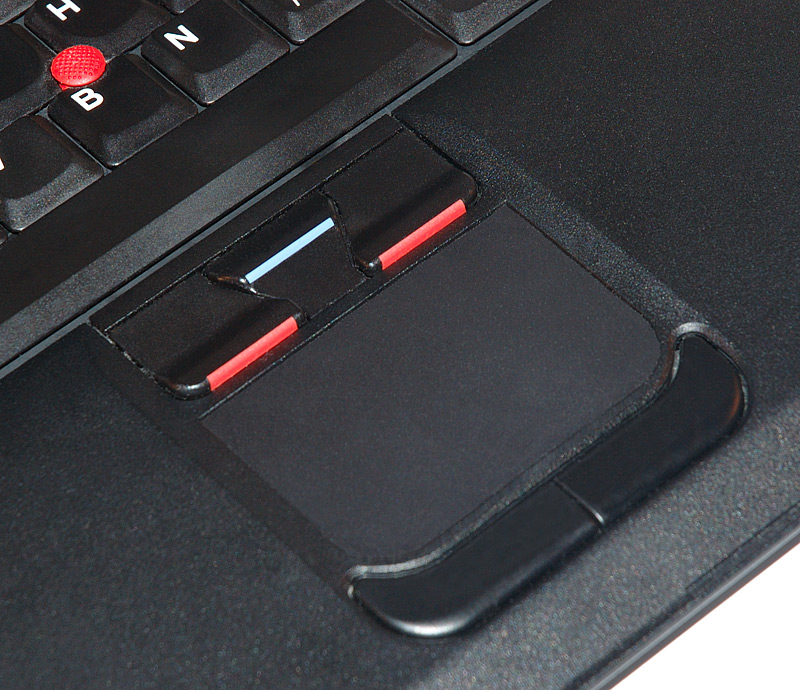
ポインティグ・スティックとタッチパッドを併設した製品

各社の商標を示す。☆印は、2011年（平成23年）2月20日現在日本国内で商標登録のないものである。
- トラックポイント - レノボ・IBM
- アキュポイント - 東芝（現・Dynabook）
  - 同社の小型コンピュータLibrettoの初期のものは「リブポイント」とされた
- NX ポイント☆ - NEC
- スティックポインター - アルプス電気（商標元）、ソニー
- スティックポイント☆、クイックポイント - 富士通
- トラックスティック☆ - デル
- ポイントスティック☆ - ヒューレット・パッカード
- タッチコントロール - バッファロー
- ポインティングスティック - 株式会社PFU
  - HHKB Studioで採用

ポインティング・スティックは過去多くのノートパソコンに採用されていたが、筐体の薄型化やコストダウンにおいてより有利なタッチパッドが多く採用されるようになった。現在はThinkPadシリーズや富士通やソニーのモバイル向け製品、一部の法人向け製品に限り採用されている。

## 類似した装置
レノボ社の光学トラックポイントやSONY社のオプティカル・トラックパッドのように、キーボード中央部に人差し指で操作するように設置されたポインティングデバイスがある。外観や使い方は同様と言えるが、光学式であるために、特性に違いがあり、操作性の違いがある。具体的には、トラックポイントは圧力を検出するため、本質的には指が移動する必要はなく、操作する指の移動は指先と操作部の弾力によってのみ発生する。そのため継ぎ足し操作が無く、連続操作のための戻り操作も微小に抑えられる。対して、光学式では指の移動を検出するため、移動する必然性があり、継ぎ足し操作が発生する。また、連続操作では予備動作が必要となり、操作の精度にも、わずかながら悪影響がある。